# Laura Galván
Laura Esther Galván Rodríguez (La Sauceda, Guanajuato, Guanajuato, 5 de octubre de 1991, México) es una corredora de fondo mexicana. Integra la delegación mexicana en los Juegos Olímpicos de París 2024.
Ganó la medalla de oro en el evento femenino de 5000 metros en los Juegos Panamericanos 2019  en Lima, Perú.  El 6 de marzo de 2021, Galván corrió 4: 08.14 estableciendo un nuevo récord mexicano de 1500 m en pista y campo al aire libre.
En julio de 2021 participó en los Juegos Olímpicos de Tokio 2020 e impuso un nuevo récord mexicano al marcar un tiempo de 15:00.16 en los 5 mil metros planos.
En mayo de 2023, calificó al mundial de atletismo al lograr el tercer lugar en los 5 mil metros del Track Fest de Los Ángeles.

## Palmarés internacionales
| Juegos Panamericanos | Juegos Panamericanos | Juegos Panamericanos | Juegos Panamericanos |
| Año                  | Lugar                | Medalla              | Competición          |
| -------------------- | -------------------- | -------------------- | -------------------- |
| 2019                 | Lima ( Perú)         | Medalla de oro       | 5000 metros planos   |

| Juegos Centroamericanos | Juegos Centroamericanos     | Juegos Centroamericanos | Juegos Centroamericanos |
| Año                     | Lugar                       | Medalla                 | Competición             |
| ----------------------- | --------------------------- | ----------------------- | ----------------------- |
| 2023                    | San Salvador ( El Salvador) | Medalla de plata        | 5000 metros planos      |
| 2023                    | San Salvador ( El Salvador) | Medalla de oro          | 10 000 metros planos    |